# Žerjavinec
Žerjavinec település Horvátországban, Zágráb főváros Szeszvete városnegyedében. Közigazgatásilag a fővároshoz tartozik.

## Fekvése
Zágráb városközpontjától légvonalban 15, közúton 18 km-re északkeletre, a Medvednica-hegység keleti részének déli lejtői alatt, Belovar és Soblinec között fekszik. Területén áthalad a 3-as számú főút és az A4-es autópálya is. 

## Története
A falu a zágrábi püspökség birtoka volt. A Szentlélek tiszteletére szentelt fakápolnáját már 1681-ben említik. 1720-ban az egyházi vizitáció szerint még jó állapotban volt, de 1757-ben már új, falazott kápolnát említenek a településen. A kápolna boltozott volt, három oltára volt, szentélye pedig kelet felé nézett. Főoltárát Branjug püspök adományozta. Ennek az oltárnak a vászonképe ma a Jézus és Mária szíve oltáron látható. Hogy megóvják a nedvességtől 1808-ban új tetőt kapott, majd 1811-ben kriptát ástak alá, hogy ezzel is kiszárítsák. Időközben titulusát Páduai Szent Antalra változtatták. 
Az első katonai felmérés térképén „Sarjavinecz” néven található. Lipszky János 1808-ban Budán kiadott repertóriumában „Serjavinecz vel Sarjavinecz” néven szerepel. Nagy Lajos 1829-ben kiadott művében „Serjavinecz” néven 22 házzal, 212 katolikus vallású lakossal találjuk. 
1857-ben 244, 1910-ben 390 lakosa volt. Zágráb vármegye Zágrábi járásához tartozott. 1941 és 1945 között a Független Horvát Állam része volt, majd a szocialista Jugoszlávia fennhatósága alá került. 1991-től a független Horvátország része. 1991-ben lakosságának 97%-a horvát nemzetiségű volt. A településnek 2011-ben 556 lakosa volt.

## Népessége
| Lakosság változása | Lakosság változása | Lakosság változása | Lakosság változása | Lakosság változása | Lakosság változása | Lakosság változása | Lakosság változása | Lakosság változása | Lakosság változása | Lakosság változása | Lakosság változása | Lakosság változása | Lakosság változása | Lakosság változása | Lakosság változása |
| ------------------ | ------------------ | ------------------ | ------------------ | ------------------ | ------------------ | ------------------ | ------------------ | ------------------ | ------------------ | ------------------ | ------------------ | ------------------ | ------------------ | ------------------ | ------------------ |
| 1857               | 1869               | 1880               | 1890               | 1900               | 1910               | 1921               | 1931               | 1948               | 1953               | 1961               | 1971               | 1981               | 1991               | 2001               | 2011               |
| 244                | 267                | 247                | 367                | 337                | 390                | 382                | 433                | 441                | 427                | 435                | 417                | 362                | 410                | 537                | 556                |

## Nevezetességei
- A Szentlélek tiszteletére szentelt római katolikus kápolnája 1746-ban épült. A kašinai plébániához tartozott, majd 1975-től az újonnan alapított soblineci plébánia része. Ma Páduai Szent Antal a titulusa. Védett kulturális emlék.

- A falu határában fontos transzformátorállomás található. Itt van Hévíz és Žerjavinec közötti kétrendszerű 400 kV-os magyar-horvát távvezeték végállomása.

## Kultúra
A KUD „Mladi Prigorci” Žerjavinec kulturális és művészeti egyesületet 1980-ban alapították.
Az egyesület tevékenysége során Žerjavinac és a környező térség dalainak és szokásainak kutatását végezte azzal a szándékkal, hogy megőrizzék azokat az utókornak. A régi parasztok és a helyiek elbeszélései és emlékei alapján rögzítette a régió dalait és táncait, összegyűjtötte a népviseleteket és a koreográfia kellékeit. Így jött létre a „Žerjavineci esküvő” című műsoruk koreográfiája és színpadi előadása, melynek zenei rendezését Josip Pustički végezte. Az egyesület tevékenysége a délszláv háború idején szünetelt, 2008-tól megújította működését.

## Oktatás
A helyi gyermekek a soblineci általános iskolába járnak.

## Sport
NK Prigorje Žerjavinec labdarúgóklub